# Бијело Поље (Зета)
Бијело Поље је насељено мјесто у општини Зета у Црној Гори. Према попису из 2023. било је 762 становника.

## Демографија
У насељу Бијело Поље живи 624 пунолетна становника, а просечна старост становништва износи 36,2 година (35,6 код мушкараца и 36,9 код жена). У насељу има 207 домаћинстава, а просечан број чланова по домаћинству је 3,99.
Ово насеље је углавном насељено Црногорцима (према попису из 2003. године), а у последња три пописа, примећен је пораст у броју становника.
|  |

| Демографија | Демографија | Демографија |
| Година      | Становника  | Становника  |
| ----------- | ----------- | ----------- |
|             |             |             |
|             |             |             |
|             |             |             |
|             |             |             |
| 1948.       | 607         |             |
| 1953.       | 617         |             |
| 1961.       | 638         |             |
| 1971.       | 715         |             |
| 1981.       | 765         |             |
| 1991.       | 770         | 754         |
| 2003.       | 857         | 826         |
|             |             |             |

| Етнички састав према попису из 2003.‍ | Етнички састав према попису из 2003.‍ | Етнички састав према попису из 2003.‍ | Етнички састав према попису из 2003.‍ | Етнички састав према попису из 2003.‍ |
| ------------------------------------ | ------------------------------------ | ------------------------------------ | ------------------------------------ | ------------------------------------ |
|                                      |                                      |                                      |                                      |                                      |
| Црногорци                            | Црногорци                            |                                      | 660                                  | 79,90%                               |
| Срби                                 | Срби                                 |                                      | 159                                  | 19,24%                               |
| непознато                            | непознато                            |                                      | 3                                    | 0,36%                                |

| Година пописа     | 1948. | 1953. | 1961. | 1971. | 1981. | 1991. | 2003. |
| ----------------- | ----- | ----- | ----- | ----- | ----- | ----- | ----- |
| Број домаћинстава | 125   | 121   | 140   | 145   | 166   | 182   | 211   |

| Број чланова      | 1   | 2  | 3  | 4  | 5  | 6  | 7  | 8 | 9 | 10 и више | Просек |
| ----------------- | --- | -- | -- | -- | -- | -- | -- | - | - | --------- | ------ |
| Број домаћинстава | 207 | 16 | 34 | 22 | 55 | 40 | 29 | 8 | 1 | 2         | 0      |

| Пол    | Укупно | Неожењен/Неудата | Ожењен/Удата | Удовац/Удовица | Разведен/Разведена | Непознато |
| ------ | ------ | ---------------- | ------------ | -------------- | ------------------ | --------- |
| Мушки  | 321    | 103              | 193          | 6              | 2                  | 17        |
| Женски | 336    | 78               | 185          | 55             | 1                  | 17        |
| УКУПНО | 657    | 181              | 378          | 61             | 3                  | 34        |

| Пол    | Укупно                    | Пољопривреда, лов и шумарство | Рибарство                            | Вађење руде и камена | Прерађивачка индустрија       |
| ------ | ------------------------- | ----------------------------- | ------------------------------------ | -------------------- | ----------------------------- |
| Мушки  | 139                       | 8                             | 0                                    | 1                    | 12                            |
| Женски | 58                        | 2                             | 0                                    | 0                    | 0                             |
| УКУПНО | 197                       | 10                            | 0                                    | 1                    | 12                            |
| Пол    | Производња и снабдевање   | Грађевинарство                | Трговина                             | Хотели и ресторани   | Саобраћај, складиштење и везе |
| Мушки  | 3                         | 4                             | 18                                   | 2                    | 45                            |
| Женски | 0                         | 1                             | 19                                   | 4                    | 6                             |
| УКУПНО | 3                         | 5                             | 37                                   | 6                    | 51                            |
| Пол    | Финансијско посредовање   | Некретнине                    | Државна управа и одбрана             | Образовање           | Здравствени и социјални рад   |
| Мушки  | 0                         | 1                             | 25                                   | 5                    | 4                             |
| Женски | 0                         | 1                             | 8                                    | 3                    | 7                             |
| УКУПНО | 0                         | 2                             | 33                                   | 8                    | 11                            |
| Пол    | Остале услужне активности | Приватна домаћинства          | Екстериторијалне организације и тела | Непознато            | Непознато                     |
| Мушки  | 9                         | 0                             | 0                                    | 2                    | 2                             |
| Женски | 3                         | 0                             | 0                                    | 4                    | 4                             |
| УКУПНО | 12                        | 0                             | 0                                    | 6                    | 6                             |